# Musée historique de Budapest
Le Musée historique de Budapest (en hongrois : Budapesti Történeti Múzeum) est un musée situé dans le Château de Buda à Budapest. Sa collection a pour vocation de présenter l'histoire de la capitale de la Hongrie.

## Historique du musée

### Les musées annexes
- Musée d'Aquincum
- Musée des bains
- Villa Hercules
- Musée Kiscelli